# Amathia minutissima
Amathia minutissima is een mosdiertjessoort uit de familie van de Vesiculariidae. De wetenschappelijke naam van de soort is, als Bowerbankia minutissima, voor het eerst geldig gepubliceerd in 1888 door Jullien.